# スラムダンク 全国制覇だ! 桜木花道
『スラムダンク 全国制覇だ! 桜木花道』（スラムダンク ぜんこくせいはだ さくらぎはなみち）は、1994年7月9日に公開されたアニメーション映画。井上雄彦の漫画作品『SLAM DUNK』を原作とする劇場版第2弾。製作は集英社、テレビ朝日、電通、東映動画。配給は東映。カラー、ワイド。上映時間は45分。1994年夏の東映アニメフェアの上映作品の一つ。
原作第79話「天才の憂鬱」において、ダイジェストで語られた、湘北と津久武の試合を大々的にアレンジ。後のテレビシリーズにおいても津久武のメンバーは、アニメ版のデザインで登場している。
陵南の仙道と魚住と池上と彦一、海南の牧、翔陽の藤真と花形も観戦するが、仙道と池上と藤真と花形に台詞はない。

## あらすじ
湘北は、インターハイ予選において、ベスト16に進出。次の対戦相手は、赤木と木暮の中学時代のバスケ仲間の伍代友和と安西の大学監督時代の教え子・川崎一美が属する古豪・津久武。
3試合連続無得点退場で苛立ち焦りの色がみえる花道は、津久武のルーキーである南郷洸一郎と晴子のことで揉めた上、晴子との交際もかけて、南郷とも争うことになった。

## ゲストキャラクター
津久武高校
前年度のインターハイ予選ベスト8であるベスト8シード校。アニメ版では、学校創立90周年を迎えたことも設定された。
ユニフォームの色は白。
伍代 友和（）
3年、180cm 78kg、背番号4、SG。
主将。北村中学校時代の赤木と木暮のチームメイト。
入学当時は平均以下の実力しか持っておらず、バスケをやめようと思っていたが、川崎によってシューターとしての素質を見込まれ、死に物狂いで練習し、スリーポイントシューターとして才能を開花させた。しかし、花道から強引にボールを奪ったとき花道が倒れたためにファウルを取られ、審判とジャッジを巡って悶着を起こし、作中にて唯一となるディスクォリファイング・ファウルの宣告を受け、退場となる。エンディング映像では、赤木と握手する光景も描かれた。

南郷 洸一郎（）
1年、192cm 83kg、背番号15、C。
呼称：メッシュ猿
1年でスタメンを務める実力者。黒髪の前髪に金色のメッシュをかけている。女好きのお調子者であり、登校部員や監督からは「勉強もバスケの練習も真面目にしない、真面目にしている時は女に惚れたときだけ」と評されているほど。学校にはスクーターで登校。
登校中に公園で晴子と出会い一目惚れする。その直後、花道と一悶着を起こし、花道の頭突きが効かない上に花道に頭突きを仕返しし、花道を「脳天ダンクの退場王」と罵り、花道が「晴子さんは俺の恋人」と嘘をついたことで、ますます衝突し、試合の勝者が晴子と付き合うという約束をする。実際は負けてしまうも、エンディングの一面で晴子に手をふり、諦めのつかない一面が見られる。

夏目 博志（）
3年、160cm 55kg、背番号7、PG。
小柄ながら、かなりのテクニシャンでリョータを終始追い込み続け、花道の4つ目のファウルも誘った。

峰 健太（）
3年、174cm 68kg、背番号8、F。
普段はメガネを、試合中ではゴーグルを着用。伍代が審判と悶着を起こした際、和泉と共に止めに入る。

和泉 隆（）
3年、172cm 75kg、背番号5、F。
副主将。原作では津久武の5番が序盤にスリーポイントシュートを決めて、チームに勢いを付けたことになっているが、本作では伍代がスリーポイントシューターとして描かれている。

田村 良和（）
3年、178cm 65kg、背番号6。
退場した伍代と交代した選手。

川崎 一美（）
監督。安西の大学監督時代の教え子でもあり、伍代にスリーポイントシュートを伝授した。監督歴3年。喫煙者。

今田（）
顧問。劇中では台詞がない。
その他
中川 早苗（）
川崎の大学バスケ時代の後輩で元マネージャー。現在はバスケットボール雑誌「週刊バスケットボール」の記者を務める。
アニメ本編ではインターハイ予選湘北対陵南戦の撮影をしていた。

## 声の出演
- 桜木花道：草尾毅
- 赤木晴子：平松晶子
- 赤木剛憲：梁田清之
- 流川楓：緑川光
- 三井寿：置鮎龍太郎
- 宮城リョータ：塩屋翼
- 木暮公延：田中秀幸
- 水戸洋平：森川智之
- 高宮望：塩屋浩三
- 野間忠一郎：幹本雄之
- 大楠雄二：林延年
- 彩子：原えりこ
- 角田悟：里内信夫
- 松井：西川宏美
- 藤井：杉本友美
- 安西光義：西村知道
- 安西の妻：高木早苗
- 魚住純：岸野幸正
- 相田彦一：小野坂昌也
- 牧伸一：江川央生
- 青田龍彦：梅津秀行
- 南郷洸一郎：立木文彦
- 中川早苗：鶴ひろみ
- 伍代友和：真地勇志
- 峰健太：石川英郎
- 夏目博志：風間信彦
- 川崎一美：堀秀行[注 1]

## スタッフ
- 製作：泊懋、安齋富夫
- 原作：井上雄彦
- 脚本：菅良幸
- 音楽：BMF (Being MUSIC FACTORY INC.)
- 作画監督：大西陽一
- 美術監督：坂本信人
- 撮影：福田岳史
- 録音：池上信照
- 編集：西山茂
- 助監督：松川智之
- プロデューサー：旗野義文、佐藤公宜
- 監督：有迫俊彦

## 主題歌
オープニングテーマ
「君が好きだと叫びたい」
歌 - BAAD
作詞：山田恭二 作曲：多々納好夫 編曲：明石昌夫
エンディングテーマ
「世界が終るまでは…」
歌 - WANDS
作詞：上杉昇 作曲：織田哲郎 編曲：葉山たけし

## 同時上映
- ドラゴンボールZ 超戦士撃破!!勝つのはオレだ
- Dr.スランプ アラレちゃん んちゃ!!わくわくハートの夏休み